# Lachnaea
Lachnaea är ett släkte av tibastväxter. Lachnaea ingår i familjen tibastväxter.

## Dottertaxa tillLachnaea, i alfabetisk ordning[1]
- Lachnaea alpina
- Lachnaea aurea
- Lachnaea axillaris
- Lachnaea burchellii
- Lachnaea capitata
- Lachnaea densiflora
- Lachnaea diosmoides
- Lachnaea elsieae
- Lachnaea ericoides
- Lachnaea eriocephala
- Lachnaea filamentosa
- Lachnaea filicaulis
- Lachnaea funicaulis
- Lachnaea globulifera
- Lachnaea glomerata
- Lachnaea gracilis
- Lachnaea grandiflora
- Lachnaea greytonensis
- Lachnaea laniflora
- Lachnaea laxa
- Lachnaea leipoldtii
- Lachnaea macrantha
- Lachnaea marlothii
- Lachnaea montana
- Lachnaea naviculifolia
- Lachnaea nervosa
- Lachnaea oliverorum
- Lachnaea pedicellata
- Lachnaea pendula
- Lachnaea penicillata
- Lachnaea pomposa
- Lachnaea pudens
- Lachnaea pusilla
- Lachnaea rupestris
- Lachnaea ruscifolia
- Lachnaea sociorum
- Lachnaea stokoei
- Lachnaea striata
- Lachnaea uniflora
- Lachnaea villosa